# Ројел Абрахам
Ројел Абрахам (енгл. Reuel Abraham; 1924—1995), рођен као Карл Хајнц Шнајдер, је био члан Хитлерјугенда и пилот Луфтвафе током Другог светског рата, први нациста који је прешао у јудаизам.

## Биографија
Рођен је 1924. године. Придружио се Луфтвафеу као пилот 1942. Био је сведок погубљења групе Јевреја од стране припадника Шуцштафела док је био стациониран у Пољској. Након овог искуства је почео да се претвара да је болестан како би избегао борбу, промашио је додељене циљеве и мењао бомбе како би спречио детонацију. Као покајање након рата радио је двадесет година као рудар анонимно донирајући две трећине свог прихода групама које су подржавале јеврејску сирочад и преживеле из концентрационих логора. Емигрирао је у Израел 1965. године купивши фарму у Галилеји, исте године је променио име у Ројел Абрахам, прешао је у јудаизам и постао држављанин Израела. Обрезан је у болници у Хаифи. Преминуо је 1995. године, сахрањен је у Берлину.